# Hear, hear

« Hear, hear » est une expression utilisée au Royaume-Uni lors de débats au Parlement pour marquer l'approbation à un argument qui vient d'être proféré ou pour en féliciter son auteur. Il s'agit d'une forme abrégée de « Hear him, Hear him » (« Écoutez-le, écoutez-le »). 
La forme « Hear him » apparaît à la fin du XVIIe siècle comme une apostrophe pour attirer l'attention sur la parole de l'orateur. L'expression « hear » comme une injonction à écouter avait auparavant été utilisée dans la Bible du roi Jacques en 1611. La forme abrégée apparaît pour sa part à la fin du XVIIIe siècle.
Cette expression est d'un usage très courant à la Chambre des communes et à la Chambre des lords. Elle permet de remplacer les applaudissements, traditionnellement proscrits lors des débats. 

## Usage
L'usage de l'expression « Hear, hear » découle de l'interdiction des applaudissements, historiquement en vigueur lors des discours au Parlement. Cette règle est toutefois traditionnelle et le speaker ne la fait pas systématiquement respecter. Elle est définie par l'étiquette du Parlement rédigée par Thomas Erskine May, texte considéré comme faisant partie intégrante de la constitution du Royaume-Uni. 
Ce règlement stipule que « les membres [du Parlement] ne doivent pas perturber un membre qui est en train de parler par des sifflements, des chants, des applaudissements, des huées, des exclamations ou toute autre forme d'interruption ». En revanche, le même règlement considère que l'expression « hear, hear » « ne constitue pas une interruption de discours », « tant qu'elle n'est pas prononcée avant la fin d'une phrase »,.
Le sens et le sous-texte de l'expression peut se décliner selon l'intonation choisie par les députés, permettant par exemple de marquer l'approbation ou au contraire la désapprobation. Lors des « PMQs », les questions au Premier Ministre, il est fréquent que celle-ci soit même déformée en « ear, ear » voire « eeaarr ». 
Par extension, un député utilisant l'expression peut être appelé un « hear-hearer » dans le langage courant. 